# فرودگاه آرتور (آرتور جنوبی)
فرودگاه آرتور (آرتور جنوبی) (به انگلیسی: Arthur (Arthur South) Aerodrome) یک فرودگاه خصوصی است که یک باند فرود چمن دارد و طول باند آن ۵۰۳ متر است. این فرودگاه در کشور کانادا قرار دارد و در ارتفاع ۴۶۶ متری از سطح دریا واقع شده‌است.